# Santa Marina de Soriana
Santa Marina de Soriana és una ermita del segle xii situada a Soriana, municipi d'Estopanyà, a la Franja de Ponent.